# Alexej von Jawlensky
Alexej von Jawlensky, på svenska även känd som Aleksej von Jawlensky, född som Алексей Георгиевич Явленский, (Aleksej Georgijevitj Javlenskij) den 25 mars 1864 i Ryssland, död 15 mars 1941 i Wiesbaden i Tyskland, var en rysk-tysk målare inom expressionismen.

## Biografi
Alexej von Jawlensky, som från början utbildade sig vid militärhögskolan i Moskva, studerade vid konstakademin i Sankt Petersburg (1889) och sedan för Anton Azbe i München (1896) vid samma tid som Vasilij Kandinskij.
Under en vistelse i Frankrike 1905 blev han djupt imponerad av Henri Matisse och hans fria sätt att använda sig av färgen. Han följde 1909 med Kandinskijs in i Neue Künstlervereinigung München och knöts därefter till konstnärsgruppen Der Blaue Reiter. Hans tidiga verk (1911-1914) avslöjar ett av Kandinskij inspirerat intresse för att uttrycka känslor med hjälp av starka färger och ett våldsamt utförande, men i hans mogna verk, till exempel Huvud (1935), hålls formerna tillbaka genom en kubistisk uppbyggnad, och bilden har en djupare, ikonliknande mystik.
Jawlensky ställde ut tillsammans med Lyonel Feininger, Kandinskij och Paul Klee under gruppnamnet Die Blaue Vier (1924) men arbetade mestadels i avskildhet i Wiesbaden.
År 1937 visades verk av honom på den avsiktligt nedvärderande, nationalsocialistiska utställningen Entartete Kunst i München.